# 망가니즈 단괴

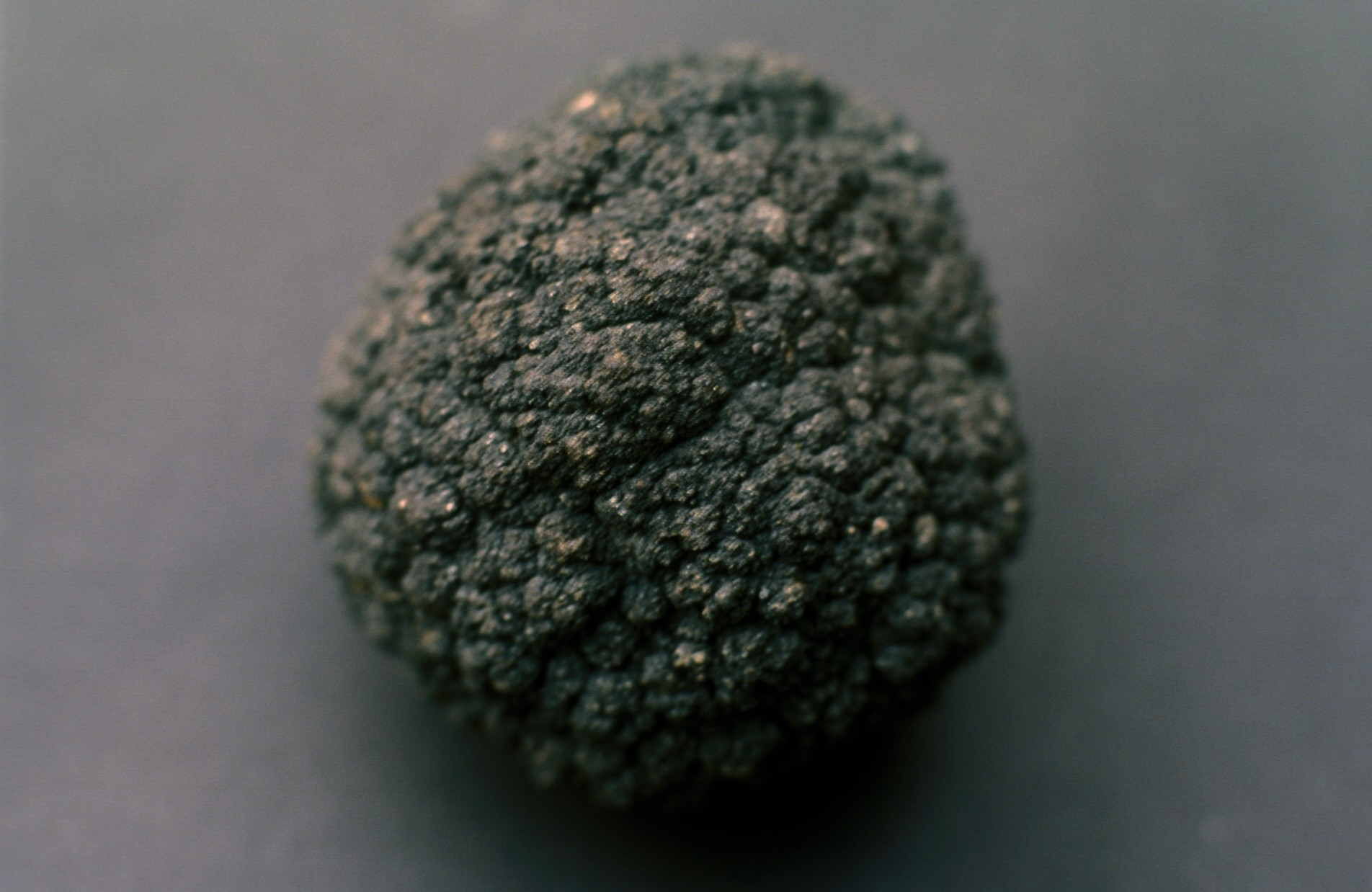
망가니즈 단괴

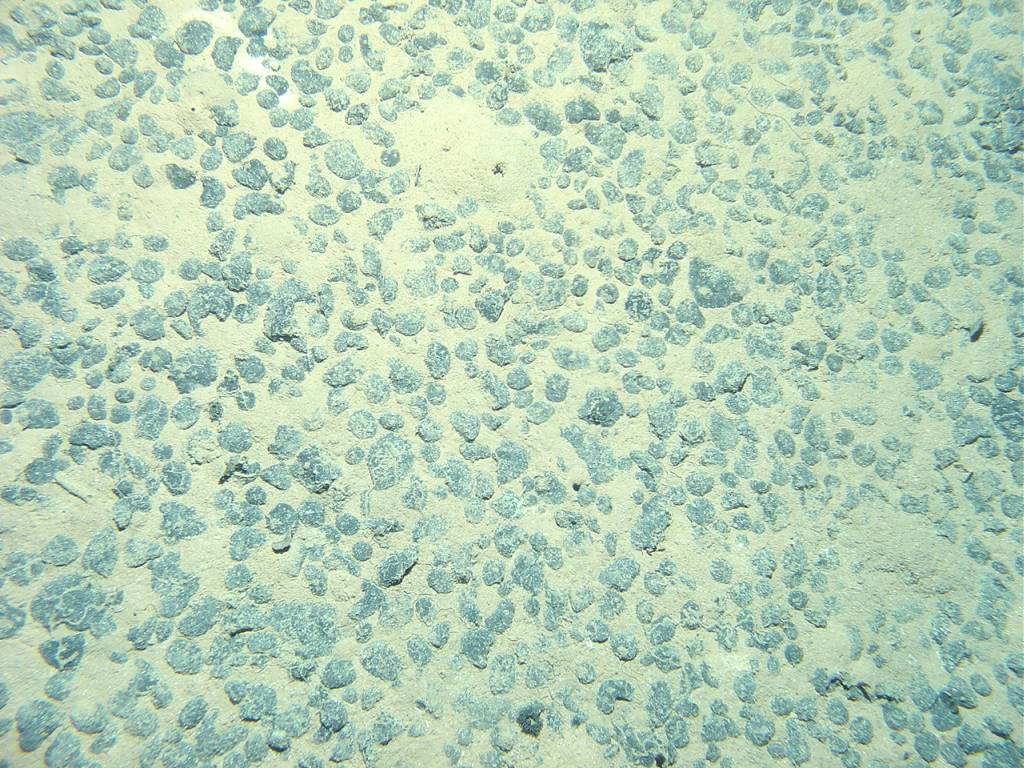
해저의 단괴

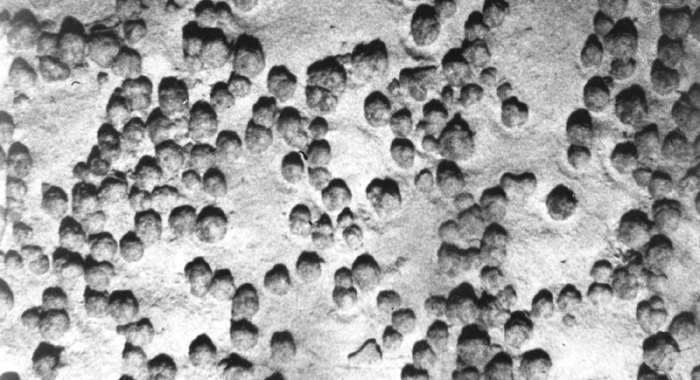
해저에서 발견된 철망가니즈 단괴

망가니즈 단괴(Manganese nodule) 또는 망간단괴 또는 다금속 단괴(Polymetallic nodules)는 철과 망가니즈 수산화물이 코어에 동심원을 이루며 쌓인 층이다. 해저의 광물 응결체이다. 단괴는 방대한 양으로 발견될 수 있으며 귀금속을 포함하고 있어, 광상은 잠재적인 경제적 가치를 지닌 것으로 확인되었다. 구성과 저자의 선택에 따라 철망가니즈 단괴라고 불릴 수도 있다. 철망가니즈 단괴는 규산염과 불용성 철 및 망가니즈 산화물로 구성된 광물 응결체로, 해양 해저와 육상 흙에서 형성된다. 형성 메커니즘은 비생물적 및 생물적 과정에 의해 구동되는 일련의 산화·환원 반응 진동을 포함한다. 토양 생성의 부산물로서, 철망가니즈 단괴의 특정 구성은 주변 흙의 구성에 따라 달라진다. 단괴의 형성 메커니즘과 구성은 철과 망가니즈를 넘어서는 생물지구화학적 순환과의 연계를 가능하게 한다. 단괴 내 니켈, 구리, 망가니즈 및 기타 희귀 금속의 높은 상대적 풍부도는 채광 자원으로서의 활용에 대한 관심을 증가시켰다.
단괴의 크기는 현미경으로만 볼 수 있는 미세 입자부터 20 센티미터 (8 in) 이상의 큰 덩어리까지 다양하다. 그러나 대부분의 단괴는 직경이 3 and 10 cm (1 and 4 in) 사이로, 암탉의 알 크기 정도이다. 표면 질감은 매끄럽거나 거칠다. 종종 포도상 (유방형 또는 매듭형) 질감을 가지며, 모양은 구형에서 일반적으로 편구형, 때로는 장구형이거나 불규칙하다. 퇴적물에 묻힌 바닥 표면은 일반적으로 다른 종류의 결정 성장으로 인해 상단보다 거칠다.

## 발생
단괴는 해저 퇴적물 위에 놓여 있으며, 종종 부분적으로 또는 완전히 묻혀 있다. 이들은 풍부도에서 크게 다양하며, 어떤 경우에는 서로 접촉하여 해저 표면의 70% 이상을 덮기도 한다. 1981년 런던 지질 박물관의 앨런 아처는 해저의 다금속 단괴의 총량을 5천억 톤으로 추정했다.
다금속 단괴는 얕은 물(예: 발트해)과 깊은 물(예: 중앙 태평양) 모두에서 발견되며, 심지어 호수에서도 발견된다. 이들은 최소한 5억 4천만 년 전 에디아카라기에 심해가 산소화된 이래로 바다와 대양의 특징이었던 것으로 생각된다.
다금속 단괴는 1868년 시베리아 북극해의 카라해에서 발견되었다. HMS 챌린저의 과학 탐험(1872-1876) 중 이들은 세계 대부분의 해양에서 발견되는 것으로 밝혀졌다.
그들의 구성은 위치에 따라 다르며, 상당한 규모의 광상은 다음 지역에서 발견되었다.
- 쿡 제도 내의 펜린 분지.[11]
- 하와이주와 클리퍼턴 제도의 대략 중간 지점에 있는 클래리언-클리퍼턴 해구 (CCZ)라고 불리는 북중앙 태평양.[5]
- 남동 태평양의 페루 분지,[12] 그리고
- 디에고가르시아섬에서 남동쪽으로 약 500 km 떨어진 인도양 단괴 지대(IONF)라고 불리는 남부 열대 인도양.[13]
- 동태평양, 후안페르난데스 제도 주변 지역 및 로아강 앞바다의 심해저 평원을 포함.[14]

단괴의 풍부함과 금속 농도 측면에서 이들 매장지 중 가장 큰 것은 심해의 광대한 심해저 평원인 클래리언-클리퍼턴 해구에 4,000 and 6,000 m (13,000 and 20,000 ft) 사이에 위치한다. 국제 해저 기구는 클래리언-클리퍼턴 해구의 총 단괴량이 210억 톤(Bt)을 초과하며, 약 5.95 Bt의 망가니즈, 0.27 Bt의 니켈, 0.23 Bt의 구리 및 0.05 Bt의 코발트를 포함하고 있다고 추정한다.
이 모든 광상은 쿡 제도의 배타적 경제 수역 내에 있는 펜린 분지를 제외하고는 국제 해역에 위치한다.

## 성장 및 구성

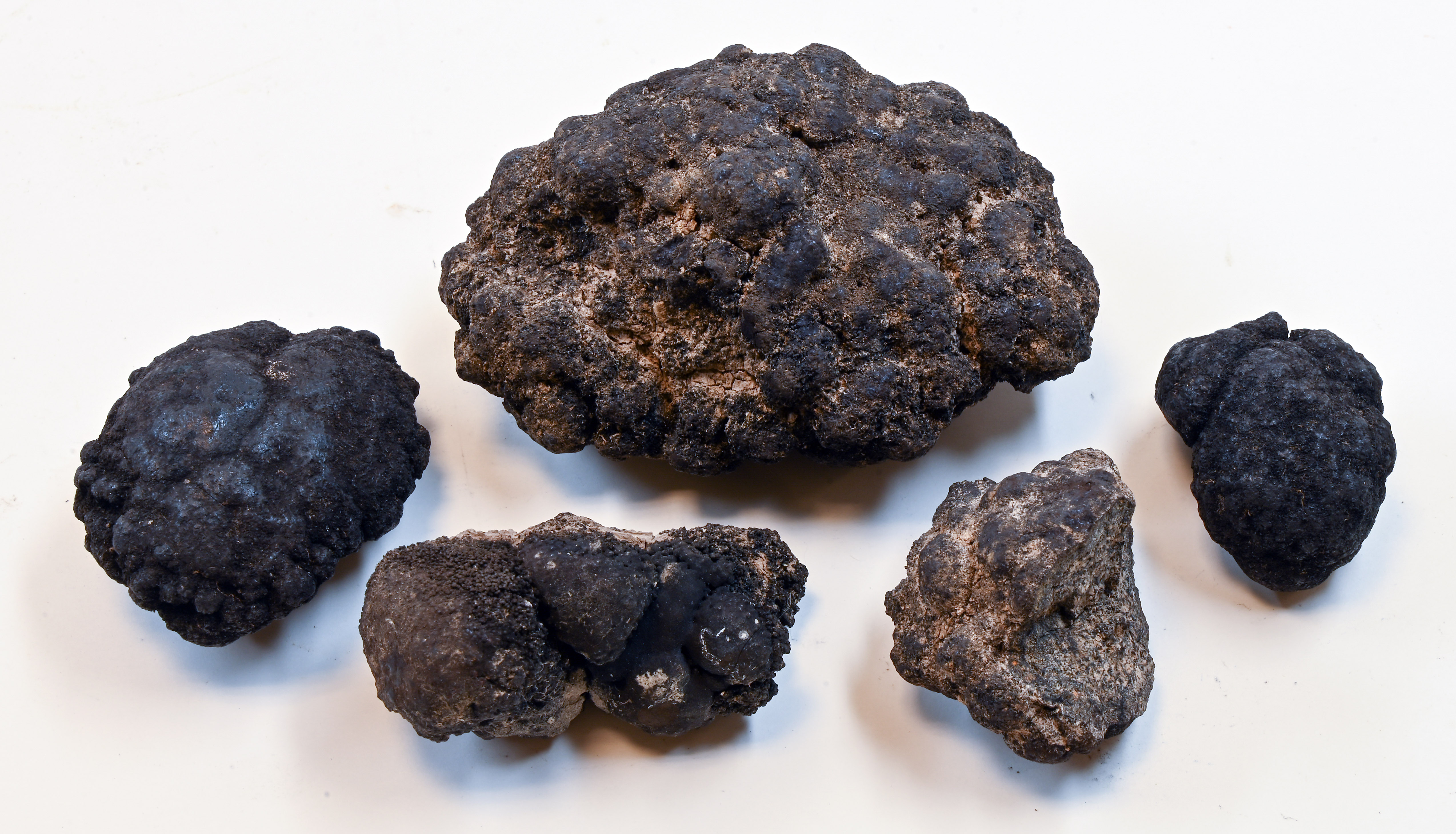
남태평양의 망가니즈 단괴

해양 및 육상 환경 모두에서 철망가니즈 단괴는 주로 철과 망가니즈 산화물 응결체로 구성되며, 알루미노실리케이트 매트릭스가 지지하고 핵을 둘러싸고 있다. 일반적으로 육상 단괴는 철이 더 풍부한 반면, 해양 단괴는 형성 메커니즘과 주변 퇴적물 구성에 따라 철에 대한 망가니즈 비율이 더 높은 경향이 있다. 형성 장소에 관계없이 단괴는 지구 지각 및 주변 퇴적물과 비교할 때 철, 망가니니즈, 중금속 및 희토류 원소 함량이 풍부하다는 특징을 가진다. 그러나 주변 환경의 유기적으로 결합된 원소는 단괴에 쉽게 통합되지 않는다.

### 해양 단괴
해저의 단괴 밀도는 다양하며, 해저에서 형성되는 지구화학적으로 활성적인 층의 두께와 안정성에 의해 조절될 가능성이 높다. 원양 퇴적물 유형과 해저 수심 측량(또는 지형학)은 지구화학적으로 활성적인 층의 특성에 영향을 미칠 가능성이 있다.
단괴 성장은 수백만 년 동안 센티미터 단위로 진행되는 모든 알려진 지질학적 현상 중에서 가장 느리다. 단괴 형성에 여러 과정이 관여하는 것으로 가설화되어 있으며, 여기에는 바닷물로부터 금속의 침전, 수층 내 망가니즈의 재이동(속성 작용), 화산 활동과 관련된 온천으로부터 금속의 침전 (열수), 바닷물에 의한 현무암 파편의 분해, 그리고 미생물 활동에 의한 금속 수산화물의 침전 (생물 기원) 등이 있다. 강한 흡착제로 알려진 망가니즈2+, Fe2+, 코발트2+, 니켈2+, 구리2+와 같은 이원자가 이온의 흡착은 이러한 전이 금속이 망가니니즈 단괴에 축적되는 데에도 주요 역할을 한다. 이러한 과정(침전, 흡착, 표면 복합화, 표면 침전, 고용체 형성으로 인한 통합 등)은 단괴 형성 중 동시에 작용하거나 순차적으로 발생할 수 있다.
망가니즈 단괴는 본질적으로 수화된 층상 망가나이트로 구성되어 있다. 이들은 다양한 양의 물 분자를 포함하는 층간을 가진 층상 망가니즈 산화물 광물이다. 이들은 층에 존재하는 팔면체 공극 때문에 미량 금속(코발트2+, 니켈2+)과 강하게 상호 작용한다. 층상 망가나이트의 특정 특성은 많은 지구화학적 농축 과정에서 그들이 수행하는 역할을 설명한다. 그들은 주로 양이온 교환을 통해 점토 광물과 같은 층간에 미량의 전이 금속을 통합하고, 수화된 철 산화물, HFO의 경우처럼 산화물 표면에 내부 구형 복합체를 형성하여 표면 복합화를 통해 미량의 금속을 통합한다. 그들의 결정학적 구조 및 광물학적 구성의 미세한 변화는 화학적 반응성에 상당한 변화를 초래할 수 있다.

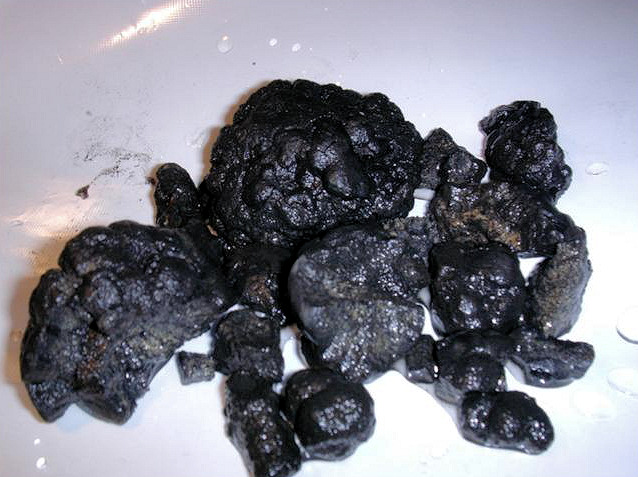
다금속 단괴

망가니즈 함유 광물의 광물 구성은 단괴가 형성되는 방식에 따라 달라진다. 퇴적 단괴는 속성 단괴보다 Mn2+ 함량이 낮으며, Fe-버나다이트, Mn-페록시히드라이트, 아스볼란-부세라이트가 지배적인 반면, 속성 단괴는 부세라이트 I, 비르네사이트, 토도로카이트, 아스볼란-부세라이트가 지배적이다. 속성 및 수성이라고 불리는 성장 유형은 아산소 및 산소 성장으로 반영되며, 이는 간빙기 및 빙기 기후 기간과 관련될 수 있다. 클래리언-클리퍼턴 해구 (CCZ)의 단괴에서 아산소성-속성 유형 2층은 단괴의 화학적 구성의 약 50-60%를 차지하는 반면, 산소성-수성 유형 1층은 약 35-40%를 차지하는 것으로 추정된다. 단괴의 나머지 부분(5-10%)은 균열 및 공극을 따라 발생하는 혼입된 퇴적물 입자로 구성된다.
단괴의 화학적 조성은 망가니즈 광물의 종류와 핵의 크기 및 특성에 따라 달라진다. 가장 경제적 관심이 있는 단괴는 망가니즈 (27–30 wt. %), 니켈 (1.25–1.5 wt. %), 구리 (1–1.4 wt. %), 코발트 (0.2–0.25 wt. %)를 함유한다. 다른 구성 성분으로는 철 (6 wt. %), 규소 (5 wt. %), 알루미늄 (3 wt. %)이 있으며, 소량의 칼슘, 나트륨, 마그네슘, 칼륨, 타이타늄 및 바륨과 함께 수소 및 산소, 그리고 결정수 및 자유수가 있다. 주어진 망가니즈 단괴에는 망가니즈 이산화물 2부분당 산화철 1부분이 있다.
다양한 미량 원소와 미량 광물이 단괴에서 발견되는데, 이들 중 다수는 먼지 형태로 지구 전역에서 운반되어 해저에 침전되기 전의 해저 퇴적물에서 통합된 것이다.
해양 철망가니즈 단괴의 크기는 핵을 둘러싸고 있는 직경 1~15cm 범위이다. 핵 자체는 이전에 파괴된 단괴 조각, 암석 조각 또는 침강한 생체물질과 같이 주변 환경의 다양한 작은 물체로 구성될 수 있다. 단괴의 전체 구성은 주로 두 가지 주요 범주인 수성(hydrogenetic)과 속성(diagenetic)으로 나뉘는 형성 메커니즘에 따라 달라진다. 수성 단괴는 철과 코발트가 더 풍부하며 망가니즈-철 비율이 2.5 미만인 반면, 속성 단괴는 망가니즈, 니켈, 구리가 더 풍부하며 망가니즈-철 비율은 일반적으로 2.5에서 5 사이이지만 아산화 조건에서는 30 이상까지도 가능하다. 수성 단괴의 모광물은 버나다이트이고, 속성 단괴의 모광물은 부세라이트이다. 관찰된 대부분의 단괴는 수성 및 속성 성장 영역의 혼합이며, 시간 경과에 따른 형성 메커니즘의 변화를 보존한다. 일반적으로 속성층은 단괴가 해저 퇴적물에 묻히거나 접촉하는 바닥에서 발견되고, 수성층은 상위 수층에 노출되는 상단에서 발견된다. 단괴층은 불연속적이며 미크론에서 나노미터 규모까지 두께가 다양하며, 망가니즈 함량이 높은 층은 일반적으로 더 밝고, 철 함량이 높은 층은 어둡고 무광택이다.

### 육상 단괴
육상 철망가니즈 단괴는 울티솔, 버티솔, 인셉티솔, 알피솔, 몰리솔을 포함하되 이에 국한되지 않는 다양한 흙 유형에서 형성된다. 해양 단괴와 유사하게, 응결층은 철과 망가니즈 함량뿐만 아니라 그들의 조합을 기반으로 정의된다. 높은 철 함량 단괴는 붉거나 갈색을 띠는 반면, 높은 망가니즈 함량은 검거나 회색을 띤다. 지배적인 금속 산화물은 단괴에 풍부하게 함유된 원소와 관련이 있다. 망가니즈 지배적인 단괴에는 바륨, 스트론튬, 니켈, 코발트, 구리, 카드뮴, 납, 아연이 풍부하게 함유되어 있다. 대조적으로, 철 지배적인 단괴는 바나듐, 인, 비소, 크로뮴이 풍부하게 함유되어 있다.

## 형성

### 해양 기원
해양 철망가니즈 단괴는 주로 철, 망가니즈, 니켈, 구리, 코발트, 아연이 핵 주위에 침전되어 형성된다. 메커니즘은 침전의 원천에 따라 정의된다. 상부 수층에서 유래한 침전은 수성(hydrogenetic)이라고 하며, 퇴적물 공극수에서 유래한 침전은 속성(diagenetic)이라고 한다. 단괴의 결정 성장은 산소가 풍부한 환경에서 상대적으로 낮은 퇴적율을 가지며, 이는 침전을 촉진하기에 적절한 수준의 불안정한 유기물을 제공한다. 퇴적율이 너무 높으면 단괴가 퇴적물에 완전히 덮여 국소 산소 수준을 낮추고 침전을 방지할 수 있다. 단괴의 성장 속도는 불규칙하고 불연속적인 형성 특성으로 인해 현재 연구 주제로 복잡하지만, 방사능 연대 측정을 사용하여 평균 속도가 계산되었다. 일반적으로 수성 단괴는 백만 년당 약 2-5mm로 속성 단괴보다 느리게 성장하는 반면, 속성 단괴는 백만 년당 10mm로 성장한다. 여러 단괴가 함께 성장하여 다중 단괴가 형성될 가능성이 있으며, 이는 부착성 유기체의 침착에 의해 촉진되는 것으로 가설화되어 있다.

### 육상 기원
육상 철망가니즈 단괴의 형성은 철과 망가니즈 산화물의 축적과 그에 이은 환원적 용해 및 산화적 침전의 반복적인 산화·환원 주기를 포함한다. 진동하는 산화·환원 주기는 pH, 미생물 활동, 유기물 농도, 지하수위, 흙 포화, 산화환원 전위에 의해 조절된다. 인위적 활동은 비료를 통한 영양분 부하 증가를 통해 이러한 주기에 영향을 미칠 수 있다. 토양 진화 동안 변화하는 고기후 조건의 평가는 연대 측정 기술과 결합하여 단괴의 응결 구조를 분석함으로써 탐색될 수 있다. 망가니즈 층은 일반적으로 철 층보다 높은 산화환원 전위에서 형성되지만, 산화환원 전위의 급격한 증가 기간은 혼합 층을 형성할 수 있다. 단괴가 형성됨에 따라 니켈, 코발트, 구리, 아연을 포함하되 이에 국한되지 않는 미량 원소가 통합된다. 미량 금속 조성은 세 가지 과정의 산물이다. 주변 흙의 모재료 흡수, 미생물 철 또는 망가니즈 환원 박테리아 생성물 축적, 단괴 표면에서의 복합체 형성.

## 제안된 채굴 – 채굴 활동의 역사
다금속 단괴의 잠재적 개발에 대한 관심은 1960년대와 1970년대에 예비 채굴 컨소시엄들 사이에서 많은 활동을 불러일으켰다. 잠재적 매장지를 식별하고 단괴 채굴 및 가공 기술 연구 개발에 거의 5억 달러가 투자되었다. 이 연구들은 미국, 캐나다, 영국, 서독, 벨기에, 네덜란드, 이탈리아, 일본 회사들로 구성된 4개의 다국적 컨소시엄과 프랑스 및 일본의 두 민간 기업 및 기관 그룹에 의해 수행되었다. 또한 소련, 인도, 중국의 세 개 공공 후원 기관도 있었다.1970년대 후반, 두 개의 국제 합작 투자는 동부 적도 태평양의 심해저 평원 (18,000 피트 (5.5 km)+ 깊이)에서 수백 톤의 망가니즈 단괴를 채취했다. 이 "광석"에서 니켈(주요 목표)뿐만 아니라 구리와 코발트도 건식 및 습식 야금 방법을 사용하여 추출되었다. 이 프로젝트 과정에서 여러 부수적인 개발이 이루어졌는데, 예를 들어 심해저 미사의 단괴 밀도를 측정하면서 동시에 파생된 수직 방향의 저주파 음향 빔으로 해저 지층 프로파일을 수행하기 위해 저층 견인 측면 스캔 소나 배열을 사용하는 것이 포함된다. 그 이후로 심해 기술은 크게 향상되었다. 여기에는 GPS 및 초단기 기선 (USBL)과 같은 항해 기술, 다중빔 에코사운더 (MBES) 및 자율 무인 잠수정 (AUV)과 같은 측량 기술, 원격 조작 무인 잠수정 (ROV) 및 고출력 엄빌리컬 케이블과 같은 개입 기술의 광범위하고 저렴한 사용이 포함된다. 또한 펌프, 궤도 및 스크류 구동 로버, 견고하고 유연한 드릴링 라이저, 초고분자량 폴리에틸렌 로프를 포함하여 채굴에 사용될 수 있는 향상된 기술도 있다. 채굴은 육상의 감자 수확과 유사하게 긴 좁은 구획으로 나뉜 밭을 채굴하는 방식으로 간주된다. 채굴 지원 선박은 해저 채굴 도구의 채굴 경로를 따라가며, 감자 크기 정도의 단괴를 해저에서 수집한다.
2010년대에 니켈 및 기타 금속에 대한 수요 증가로 해저 단괴에 대한 상업적 관심이 높아졌다. 국제 해저 기구는 새로운 탐사 계약을 승인했으며, 클래리언-클리퍼턴 해구에 대한 관심이 가장 많아 해당 지역의 채굴 규정을 개발하고 있다.
2011년 이래로 많은 상업 기업들이 탐사 계약을 체결했다. 여기에는 록히드 마틴, DEME (글로벌 해양 광물 자원, GSR), 케펠 코퍼레이션, 더 메탈스 컴퍼니 및 차이나 민메탈즈와 같은 대기업의 자회사와 나우루 해양 자원, 통가 해상 광업 및 마라와 연구 및 탐사 같은 소규모 기업이 포함된다.
2021년 7월, 나우루는 이 지역의 단괴를 개발할 계획을 발표했으며, 이는 국제 해저 기구가 2023년 7월까지 채굴 규정을 최종 확정하도록 요구한다. 환경론자들은 심해 생태계에 대해 알려진 바가 너무 적어 심해 채굴의 잠재적 영향을 이해하기 어렵다는 이유로 이러한 움직임을 비판했으며, 삼성그룹과 BMW를 포함한 일부 주요 기술 기업들은 단괴에서 추출된 금속 사용을 피하겠다고 약속했다.

### 망가니즈 단괴 채굴 예상 지역

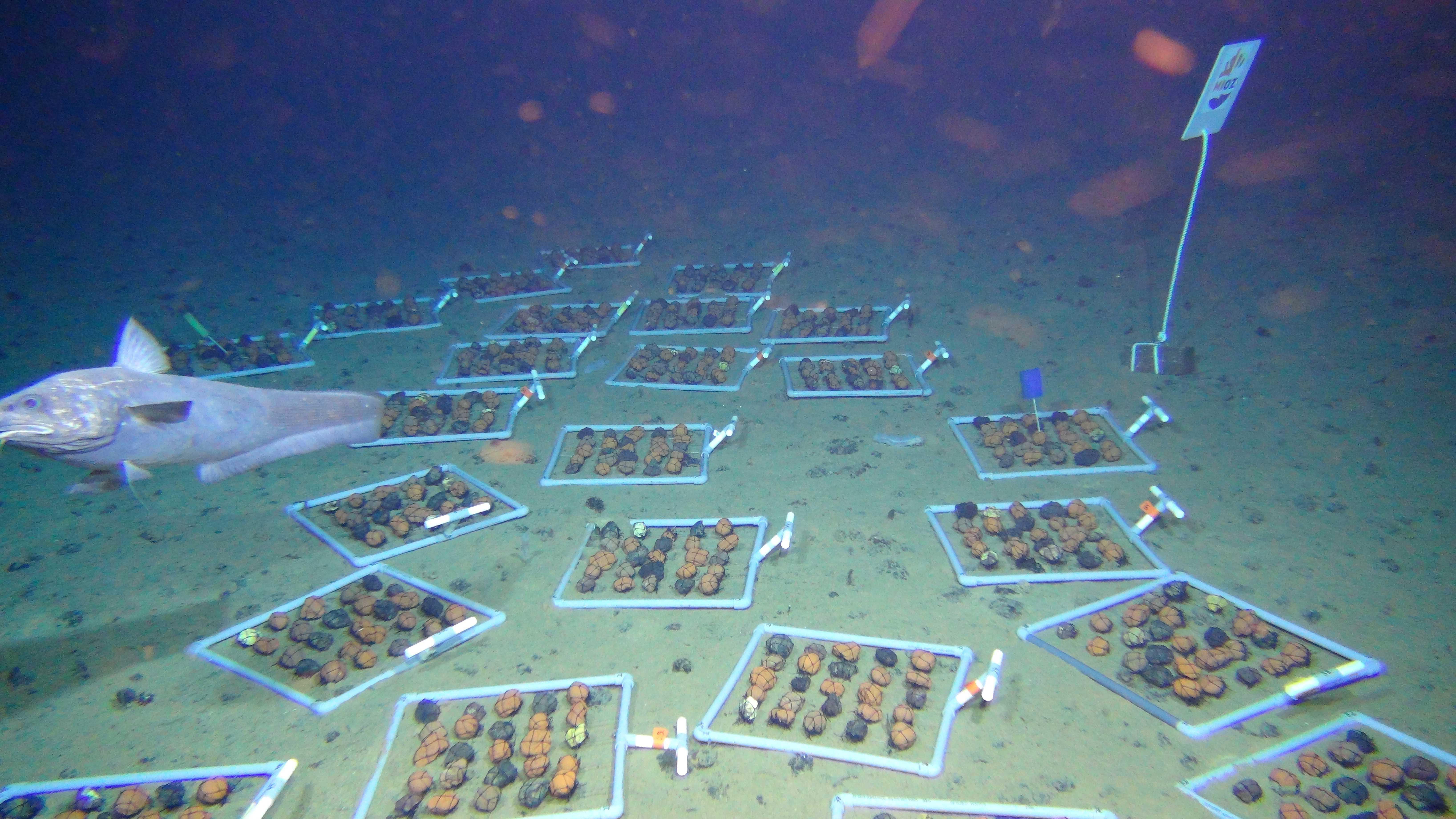
클래리언-클리퍼턴 해구의 망가니즈 단괴 연구

클래리언-클리퍼턴 해구는 망가니즈 단괴 채굴에 가장 크고 인기 있는 지역이다. 대략 서경 120도에서 160도까지 뻗어 있는 클래리언-클리퍼턴 해구는 하와이와 멕시코 사이에 있는 태평양에서 찾을 수 있다. ISA에 따르면, 이 지역은 약 4백만 제곱킬로미터에 달하며 이는 거의 유럽 연합의 크기와 맞먹는다. 클래리언-클리퍼턴 해구의 거대한 잠재력은 210억 톤으로 추정되는 단괴량에 기반한다. 이 지역에만 약 4천 4백만 톤의 코발트가 저장되어 있는데, 이는 육상 매장량이 제공할 수 있는 양의 약 3배이다. 망가니즈 단괴 지대는 클래리언-클리퍼턴 해구 내 해저에 균등하게 분포되어 있지 않고 오히려 덩어리 형태로 존재한다. 경제적으로 가치 있는 높은 망가니즈 단괴 분포를 가진 덩어리는 수천 제곱킬로미터에 달하는 면적을 차지할 수 있다. 남태평양의 이러한 불규칙한 단괴 분포는 남태평양의 더 큰 지형학적 및 퇴적학적 다양성의 결과로 볼 수 있다.

### 망가니즈 단괴 채굴의 경제적 이점
철망가니즈 단괴에 니켈, 구리, 코발트, 아연, 철, 망가니즈가 자연적으로 풍부하게 함유되어 있어 희귀 금속 자원으로서의 활용에 대한 연구가 활발히 진행되었다. 북동 태평양의 클래리언-클리퍼턴 해구는 자원 등급 단괴의 농도가 가장 높은 지역으로 관찰되었다. 니켈, 구리, 코발트의 총 중량이 3%를 초과해야 자원 등급으로 간주된다. 탄산염 보상 깊이 또는 그 이하의 산소수가 풍부한 환경에서 단괴가 형성되면 수소성 단괴에서 가장 바람직한 희귀 금속 비율이 생성된다. 육상 광산의 광석 등급이 시간이 지남에 따라 감소함에 따라, 철망가니즈 단괴는 희귀 금속에 대한 증가하는 전 세계 수요를 충족시킬 수 있는 방법을 제공할 수 있다. 그러나 수소성 단괴의 낮은 추정 성장률(백만 년당 약 2-5mm)은 이를 재생 불능 자원으로 분류한다.
전기차 배터리, 풍력 터빈 및 태양 전지판과 같은 기술에는 해저에서 발견되는 희귀한 유형의 자원이 필요하다. 망가니즈 단괴는 이러한 금속, 특히 코발트의 다양한 공급원을 제공한다. 지속적인 디지털화, 운송 및 에너지 전환은 구리, 니켈, 코발트 및 기술에 사용되는 다른 많은 금속에 대한 수요를 증가시키고 있다. 따라서 망가니즈 단괴는 배터리, 노트북, 스마트폰, 전기 자전거 및 전기차, 태양열 및 풍력 터빈뿐만 아니라 친환경 전기 저장에도 필요하다. 코발트에 대한 이러한 엄청난 수요는 해양을 새로운 관점에서 보게 만들며, 많은 국가들이 이미 권리를 주장하고 있다. 그러나 동시에 채굴은 심해 생태계에 더 큰 피해를 야기할 수 있다. 일부 과학자들은 망가니즈 단괴의 주요 경제적 이점에 의문을 제기한다. 그들에 따르면, 이러한 생물학적 자원은 생명공학기술과 의약품에 대한 미개발 가치가 될 수 있으므로 어떤 대가를 치르더라도 보호되어야 한다고 주장한다.

## 생태
철망가니즈 단괴는 산화·환원 반응 활성이 매우 높아, 주로 전자 수용체로서 생물지구화학적 순환과 상호작용한다. 특히 육상 단괴는 질소, 인, 유기 탄소를 흡수하고 가둔다. 유기 탄소 흡수율이 높으면 단괴가 토양의 탄소 격리 능력을 향상시켜 순 흡수원이 된다. 단괴의 인 농도는 주변 토양 매트릭스의 값보다 2.5배에서 7배 범위이다. 토양의 미생물은 단괴 표면의 영양분 농축과 그들의 산화·환원 전위를 이용하여 대사 경로를 촉진하고 한때 움직이지 않던 인을 방출할 수 있다. 영양분과 함께 철망가니즈 단괴는 토양에서 독성 중금속(납, 구리, 아연, 코발트, 니켈, 카드뮴)을 격리하여 토양 품질을 향상시킬 수 있다. 그러나 미생물에 의한 인 방출과 유사하게, 단괴의 환원적 용해는 이러한 중금속을 토양으로 다시 방출할 것이다.

### 자연발생설
최근 연구에 따르면 단괴는 빛 없이 생산되는 암흑 산소의 원천이며, 이는 심해 해저에 산소를 공급한다고 가정한다. 그러나 이 연구는 수십 년 동안 심해에서 산소 생산을 감지하지 못하고 실제로 산소 소비만 보여주었던 다른 많은 연구와 상반된다. 만약 단괴가 상당한 양의 산소를 생산하는 것으로 밝혀진다면, 이 산소원의 제거는 공동체에 영향을 미칠 수 있다. 단괴가 전기 에너지와 산소를 모두 생산할 수 있다면, 이는 기존의 자연발생설 이론에 도전할 수 있다. 이전에는 식물이나 조류와 같은 생명체만이 햇빛을 필요로 하는 광합성을 통해 산소를 생산할 수 있는 것으로 알려져 있었기 때문이다.

## 망가니즈 단괴 채굴의 환경 영향
심해 생태계나 심해 채굴의 잠재적 영향에 대해 알려진 바가 거의 없다. 다금속 단괴 지대는 매우 취약한 심해저 동물군에게 풍부함과 다양성의 열점이며, 이들 중 상당수는 단괴에 부착되어 있거나 바로 아래 퇴적물에 살고 있다. 단괴 채굴은 수만 제곱킬로미터에 달하는 이러한 심해 생태계에 영향을 미칠 수 있으며, 생태계는 회복하는 데 수백만 년이 걸린다. 이는 서식지 변경, 저서 생물의 직접적인 사망, 또는 퇴적물에 의한 여과 섭식자의 질식을 유발한다. 심해의 복잡성과 원격성 때문에 환경 과학자들은 많은 간극과 높은 불확실성으로 인해 지식이 부족한 상황에 놓여 있다. 그럼에도 불구하고, 채굴 작업 내에서 발생하는 누적적인 영향의 여러 원인이 고려되어야 한다. 이러한 영향은 채굴 활동 자체로 인해 직접 발생할 수도 있지만, 퇴적물 플룸 및 처분과 같은 간접적인 영향으로도 발생한다. 여러 가지 영향은 동일한 채굴 활동으로 인해 발생할 수 있지만 심해 환경에 다른 방식으로 영향을 미친다.
여기에는 다음이 포함될 수 있다.
- 플랑크톤의 섭식 메커니즘을 막는 효과를 지닌 방출 플룸
- 포식자의 시야를 감소시키는 소음 및 빛 공해
- 수질의 생태독성학적 또는 화학적 온도 변화[52]

### 해저 및 서식지 파괴
해저를 훑어 단괴가 있는 퇴적물을 수집하는 덤프 트럭 크기의 수집 차량은 필연적으로 해저 상단을 파괴한다. 이는 종종 해수면 아래 3킬로미터 이상의 깊이에서 발생한다. 과학자들은 수집 차량이 해저에 장기적인 물리적, 생물학적 영향을 미칠 수 있으며, 과학자들이 여전히 이해하려고 노력 중인 다양한 심해 생태계를 변화시킬 수 있음을 발견했다. 이 채굴 방식은 동물 개체에 피할 수 없는 생명 손실을 초래하며, 쟁기 흔적은 수십 년 후에도 여전히 남아 있었다. 최근 성장 추정치는 "미생물 매개 생물지구화학적 기능"이 교란되지 않은 초기 상태로 돌아가는 데 50년 이상이 필요하다고 시사한다. DISCOL 영향 연구는 26년 된 쟁기 흔적을 다시 방문하여 심해 채굴 관련 교란이 해저 무결성에 미치는 잠재적 장기적 영향을 밝히는 것을 목표로 했다. 퇴적물로 덮인 흔적 밖에는 단괴가 나타났지만, 쟁기 흔적 자체에는 단괴가 분명히 없었다.
망가니즈 단괴 탐사 계약은 일반적으로 최대 75,000 제곱킬로미터 (29,000 mi2) 면적에 대해 체결되지만, 채굴로 인해 영향을 받는 총 면적은 훨씬 더 크다. 한 채굴 계약 지역에서 물리적으로 교란되는 해저 면적은 매년 200 and 600 제곱킬로미터 (77 and 232 mi2) 사이로 추정되며, 이는 큰 도시의 크기와 맞먹는다.

### 퇴적물 함유 플룸
해저에서 작동하는 채굴 로봇은 퇴적물 플룸을 배출하며, 이는 채굴 현장 주변 지역의 동물상을 덮어 해저 생태계에 큰 영향을 미칠 수 있다. 생성된 플룸은 용해된 물질과 다양한 크기의 부유 입자 혼합물을 포함한다. 용해된 물질은 이를 포함하는 물에 의해 불가피하게 운반되는 반면, 부유 입자는 가라앉는 경향이 있다. 포함된 지역은 실제 채굴 지역보다 훨씬 클 것으로 추정될 수 있는데, 이는 미세 입자와 용해된 물질이 실제 채굴 지역에서 더 먼 거리로 운반되기 때문이다. 따라서 플룸 물질의 해저 축적은 플룸의 원천에 가까울수록 더 두껍고 더 큰 입자를 포함하게 된다.
해저 채굴 활동으로 발생하는 플룸 외에도, 과도한 물의 배출로 인해 발생할 배출 플룸도 고려해야 한다. 과도한 물은 수상 선박에서의 탈수 과정과 광석 슬러리가 모선에서 운반 바지선으로 운반될 때 발생한다. 따라서 플룸의 순 영향을 예측하려면 다양한 시나리오를 고려해야 한다. 많은 미지수가 남아 있으며, 과학자들은 독성 영향이 있을 수 있다고 경고한다.

### 소음 공해
인간이 생성하는 소리는 해양 동물에게 직접적인 피해를 줄 수 있다. 많은 해양 동물들은 소리를 주된 의사소통 수단으로 사용하기 때문이다. 채굴 기계로 인한 극심한 배경 소음은 동물 간의 의사소통을 방해하고 먹이를 감지하는 능력을 제한할 수 있다. 또한, 소음과 진동은 해양 동물의 청각 감각과 시스템에 영향을 미칠 수 있다. 소음은 심해 채굴의 다양한 과정에서 발생할 수 있다.
- 해저 생산 도구에서 발생하는 소음 및 진동
- 광석을 수상 선박으로 운송하는 데 사용되는 중간수역 플룸
- 수상 선박 자체

수상 선박은 프로펠러, 엔진, 발전기, 유압 펌프 등으로 인해 여러 고강도 소음을 발생시킨다. 또한 선박이 일반적으로 20~30년 동안 지속되는 채굴 계약 기간 동안 거의 지속적으로 작동한다는 사실도 고려하는 것이 중요하다.

### 빛 공해
채굴 활동은 자연적으로 어둡고 조용한 환경에서 강렬한 소음과 빛 공해를 야기하여 심해 생물의 섭식과 번식을 저해할 수 있다. 빛 공해는 해양 생물에 환경적 영향을 미치는 또 다른 중요한 요인이다. 해저 채굴 작업을 가능하게 하는 데 사용되는 빛은 일부 동물 종을 유인하거나 격퇴할 수 있으며, 밝은 빛은 특정 해양 동물의 시력을 손상시킬 수도 있다. 선박과 배에서 사용되는 강한 빛은 조류뿐만 아니라 표층 부근의 동물에도 영향을 미칠 수 있다.

### 산소 함량 감소
이 단괴들이 상당한 양의 산소를 생산하는 것으로 밝혀진다면, 이 산소원의 제거는 생물 군집에 영향을 미칠 수 있다.

## 환경 영향 완화
이러한 환경 영향을 줄이는 방법에 대한 연구는 여전히 부족하다. 이는 부분적으로 전체 해양 생태계가 아직 훨씬 더 많이 발견되고 연구되어야 하기 때문이다. 일부 과학자들은 한 가지 가능성은 채굴 차량의 무게를 줄이는 것이라고 제안한다. 이는 차량 후방에서 발생하는 압축을 줄이고 교란되는 퇴적물의 양을 줄일 수 있다. 많은 심해가 먹이사슬에서 망가니즈 단괴의 단단한 기질에 극히 의존하고 있기 때문에, 다른 선택지는 몇몇 단괴 흔적을 남겨두고 채취하지 않는 것이다. 극히 느린 성장률 때문에 채굴된 망가니즈 단괴는 수백만 년 동안 돌아오지 않을 것이다. 이를 해결하기 위해 제조된 대체 단괴를 분배하는 것이 하나의 선택지일 수 있다. 그러나 이러한 가능성도 더 탐구되어야 한다. 가장 유익한 완화 효과는 퇴적물 플룸과 그 확산을 줄이는 것인데, 이는 즉각적인 주변 환경뿐만 아니라 단괴 채취 현장에서 상당한 거리의 생태계에도 영향을 미치기 때문이다. 1990년대의 실험 연구는 합리적인 규모의 시험 채굴이 상업적 채굴로 인한 실제 영향을 가장 잘 제한하는 데 도움이 될 것이라고 결론지었다.

### 해저 생태계의 회복 잠재력
생태계의 느린 회복 잠재력은 단괴 채굴의 주요 우려 사항 중 하나로 간주될 수 있다. 단괴를 포함하는 해저 지역은 대규모로 교란될 것이며, 채굴된 지역 내 상층동물의 회복은 극히 느리다. 동물들의 상당수는 단괴에 의존하는데, 단괴는 동물들에게 단단한 기질을 제공하기 때문이다. 이러한 기질은 새로운 단괴가 형성될 때까지 수백만 년 동안 돌아오지 않을 것이다. 단괴는 백만 년당 몇 밀리미터에서 수십 밀리미터씩 성장한다. 이들의 극도로 느린 성장 속도는 연속적이거나 규칙적이지 않으며 환경과 표면에 따라 다르다. 또한 전혀 성장하지 않거나 일정 기간 동안 완전히 묻힐 수도 있다. 종합적으로 볼 때, 망가니즈 단괴는 백만 년당 평균 10-20mm씩 성장하며, 일반적으로 채굴되지 않을 경우 수백만 년의 수명을 가진다. 많은 심해 종은 희귀하고 수명이 길며 번식이 느리고, 다금속 단괴(채취 가능한 크기로 발달하는 데 수백만 년이 걸릴 수 있음)가 심해 종의 중요한 서식지이기 때문에, 과학자들은 채굴로 인한 서식지 제거로 인해 일부 종이 멸종에 직면할 수 있다는 가능성을 배제할 수 없다. 영향을 받은 생태계는 회복하는 데 극히 오랜 시간이 걸릴 것이며, 어쩌면 영원히 회복되지 않을 수도 있다. 단괴 채굴은 수만 제곱킬로미터의 심해 생태계에 영향을 미칠 수 있으며, 생태계는 회복하는 데 수백만 년이 걸린다.

## 같이 보기
- 심해 채광
- 글로마 익스플로러
- 국제 해저 기구
- 산화 망가니즈 – 다양한 망가니즈 광물 목록
- 다금속
- 아조리안 계획

## 더 읽어보기
- Abramowski, T.; Stoyanova, V. (2012). 〈Deep-Sea Polymetallic Nodules: Renewed Interest as Resources for Environmentally Sustainable Development〉. 《Proc 12th International Multidisciplinary Scientific GeoConference SGEM 2012》. 515–522쪽. ProQuest 1443920171. |id=에 templatestyles stripmarker가 있음(위치 1) (도움말)
- Abramowski, T. (2016). Value chain of deep seabed mining, Book: Deep sea mining value chain: organization, technology and development, pp 9–18, Interoceanmetal Joint Organization
- Cronan, D. S. (1980). 《Underwater Minerals》. London: Academic Press. ISBN 978-0-12-197480-0.
- Cronan, D. S. (2000). 《Handbook of Marine Mineral Deposits》. Boca Raton: CRC Press. ISBN 978-0-8493-8429-5.
- Cronan, D. S. (2001). 〈Manganese nodules〉.   Steele, J.; Turekian, K.; Thorpe, S. 《Encyclopedia of Ocean Sciences》. San Diego: Academic Press. 1526–1533쪽. ISBN 978-0-12-227430-5.
- Earney, F. C. (1990). 《Marine Mineral Resources》. London: Routledge. ISBN 978-0-415-02255-2.
- Roy, S. (1981). 《Manganese Deposits》. London: Academic Press. ISBN 978-0126010800.
- Teleki, P. G.; Dobson, M. R.; Moore, J. R.; von Stackelberg, U. (1987). 《Marine Minerals: Advances in Research and Resource Assessment》. Dordrecht: D. Riedel. ISBN 978-90-277-2436-6.
- Thomas, Elin A.; Molloy, Aoife; Hanson, Nova B.; Böhm, Monika; Seddon, Mary; Sigwart, Julia D. (2021년 12월 9일). 《A Global Red List for Hydrothermal Vent Molluscs》. 《Frontiers in Marine Science》 8. doi:10.3389/fmars.2021.713022.
- Vonnahme, T. R.; Molari, M.; Janssen, F.; Wenzhöfer, F.; Haeckel, M.; Titschack, J.; Boetius, A. (May 2020). 《Effects of a deep-sea mining experiment on seafloor microbial communities and functions after 26 years》. 《Science Advances》 6. eaaz5922쪽. Bibcode:2020SciA....6.5922V. doi:10.1126/sciadv.aaz5922. PMC 7190355. PMID 32426478.